# Rafi Gavron

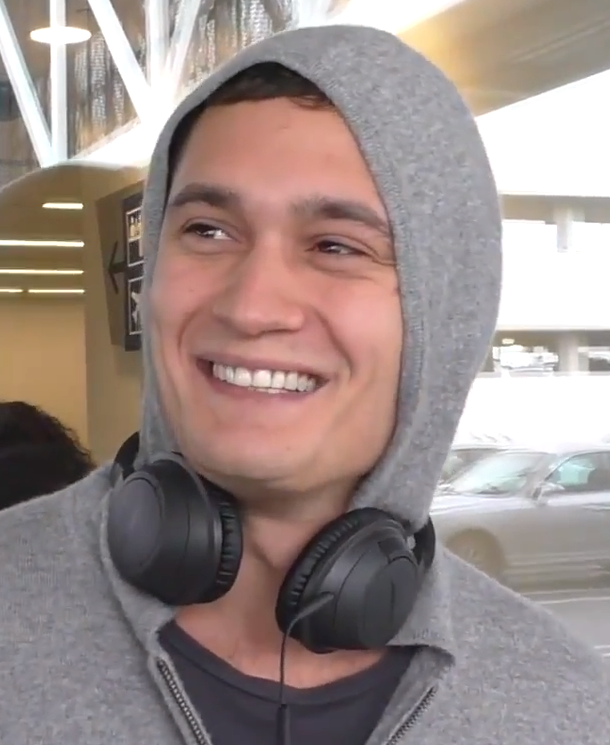
Rafi Gavron, 2016

Raphael „Rafi“ Pichey Gavron (* 24. Juni 1989 in Hendon, London) ist ein britisch-US-amerikanischer Schauspieler.

## Privates
Rafi Gavron wurde als ältester von drei Söhnen einer jüdischen Familie geboren und wuchs in London auf. Seine Mutter ist die Schriftstellerin Martha Pichey, sein verstorbener Vater war der Verleger Simon Gavron. Gavrons Großvater war der britische Millionär Robert Gavron, sein Urgroßvater der Schriftsteller T. R. Fyvel. Seine Tante ist die Regisseurin Sarah Gavron.
Da seine Mutter gebürtige US-Amerikanerin ist, besitzt Gavron neben der britischen auch die US-amerikanische Staatsbürgerschaft.

## Karriere
2006 spielte Rafi Gavron seine erste Rolle als Miro im Film Breaking and Entering – Einbruch & Diebstahl und wurde dafür als „vielversprechendster Neueinsteiger“ für den British Independent Film Award nominiert. 2008 war er in der Cornelia-Funke-Verfilmung Tintenherz in der Rolle des Farid zu sehen.
Neben seinen Auftritten in Filmen hatte er auch Gastauftritte in Serien wie Rom und 24. Des Weiteren wurde er noch durch seine Rolle als Bug in der Serie Life Unexpected bekannt.
2009 war er als Filmpartner von Miley Cyrus in Mit Dir an meiner Seite im Gespräch, die Rolle ging allerdings an Liam Hemsworth.

## Filmografie (Auswahl)
- 2006: Breaking and Entering – Einbruch & Diebstahl (Breaking and Entering)
- 2007: Rom (in 3 Folgen der zweiten Staffel der Fernseh-Serie)
- 2008: Nick und Norah – Soundtrack einer Nacht (Nick and Norah’s Infinite Playlist)
- 2008: Tintenherz (Inkheart)
- 2009: 24 (Fernsehserie, 3 Folgen)
- 2010: Life Unexpected (Fernsehserie, 8 Folgen)
- 2011: CSI: Miami (Fernsehserie, Folge 9x17)
- 2011–2012: Parenthood (Fernsehserie, 2 Folgen)
- 2012: The Cold Light of Day
- 2013: Snitch – Ein riskanter Deal (Snitch)
- 2015: Tracers
- 2018: A Star Is Born
- 2019: Catch-22 (Fernsehserie, 6 Folgen)
- 2019–2021: Godfather of Harlem (Fernsehserie, 19 Folgen)
- 2020: Westworld (Fernsehserie, Episode 3x01)
- 2020: Books of Blood

## Musikvideos
- 2011: JoJo, Disaster